# Verbascum bischoffii
Verbascum bischoffii är en flenörtsväxtart som beskrevs av G. F. Koch. Verbascum bischoffii ingår i släktet kungsljus, och familjen flenörtsväxter. Inga underarter finns listade i Catalogue of Life.